# パヤ・レバー駅
パヤ・レバー駅（パヤ・レバーえき、英語:Paya Lebar MRT Station）は、シンガポールにある、MRT東西線と環状線の駅。

## 駅構造
島式1面2線のホームを持つ駅。環状線のホームは島式2面3線。1線はラッシュアワーのために採用されている。
| A | ■東西線 | パシール・リス・チャンギ・エアポート方面 |
| B | ■東西線 | ブーン・レイ・ジュロン・イースト方面     |

| A   | ■環状線 | ハーバー・フロント方面 |
| C/D | ■環状線 | ハーバー・フロント方面 |
| B   | ■環状線 | ドビー・ゴート方面     |

## 駅周辺
- DON DON DONKI パヤレバクォーター店（2023年6月1日オープン[1]）

## 歴史
- 1989年11月4日 開業
- 2010年4月17日 環状線用のホーム開業
- 2011年1月11日 ホームドアが運用開始